# Ruimtelift

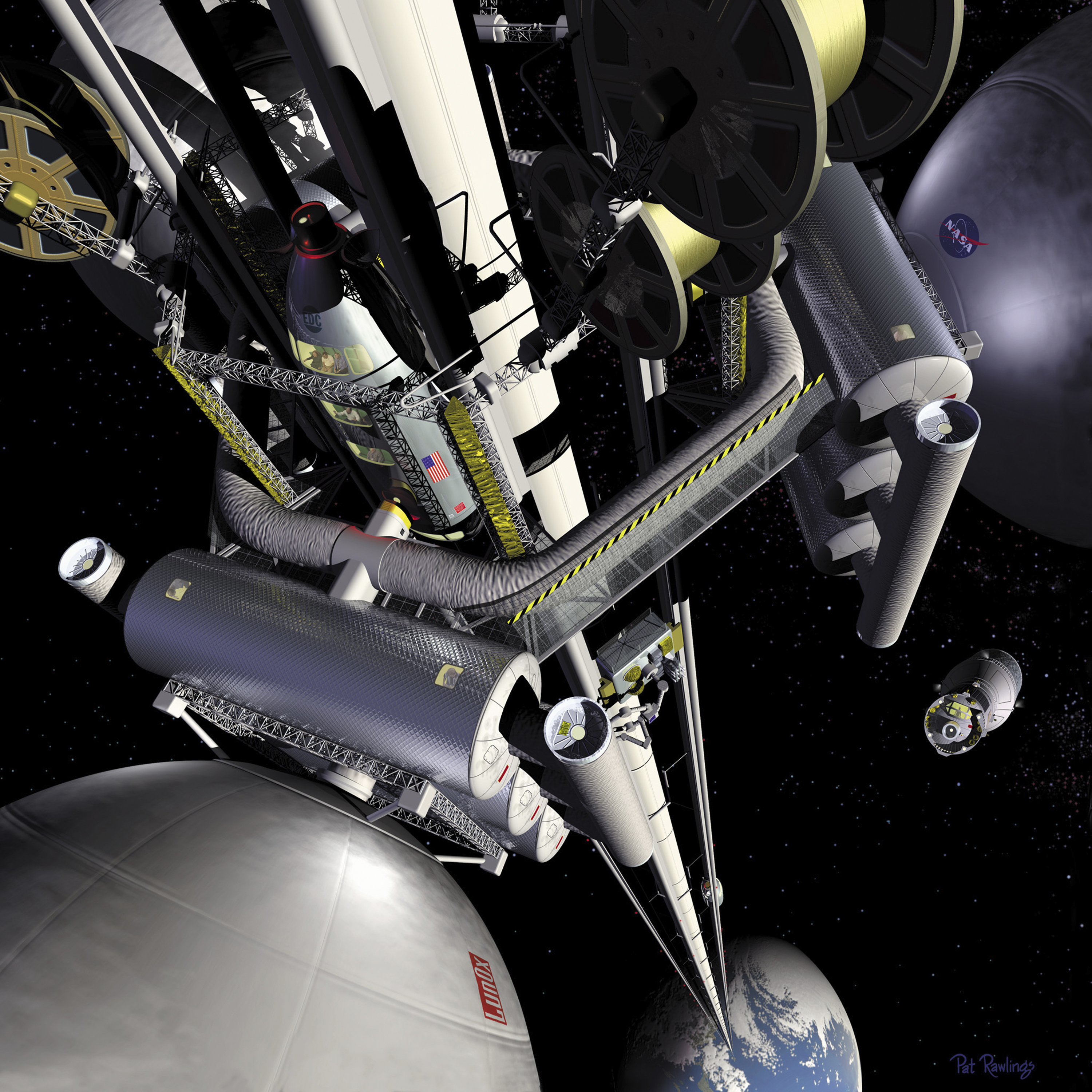
Ruimtelift

Een ruimtelift is een theoretische manier om voorwerpen de ruimte in te brengen via een kabel, dus zonder gebruik te maken van een raket.

## Geschiedenis
De Russische wetenschapper Konstantin Tsiolkovski liet zich inspireren door de Eiffeltoren. In 1895 bedacht hij dat het mogelijk was om een toren te maken die tot in de ruimte reikte. Hij stelde zich een geostationair "ruimtekasteel" voor dat in de ruimte was, met een kabel naar de aarde. Vanaf de aarde kon dan langs de kabel een toren opgebouwd worden tot de hoogte van het "ruimtekasteel" op 35 800 kilometer.

## Algemene beschrijving
De ruimtelift is een "lift" van de aarde naar de ruimte. Een lange kabel gaat vanaf de evenaar de ruimte in, waarlangs robots omhoog kunnen klimmen. Het principe is gebaseerd op balans tussen zwaartekracht en centrifugale kracht. De zwaartekracht van de aarde neemt kwadratisch af met de afstand van de aarde. Als een massa met een constante rotatiesnelheid rondslingert, neemt de centrifugale kracht lineair toe met de afstand van de massa. Indien de massa met de rotatiesnelheid van de aarde beweegt, zijn op geostationaire hoogte (35 786 km boven de evenaar) de zwaartekracht en de centrifugale kracht in balans. Het deel van de kabel dat zich beneden geostationaire hoogte bevindt ondervindt een nettokracht naar de aarde toe. Het deel van de kabel boven geostationaire hoogte ondervindt een kracht van de aarde af. Als de kabel lang genoeg is, is de nettokracht van de totale kabel van de aarde af gericht en is er een reactiekracht (trek) bij de verankering van de kabel op de evenaar. Het systeem is daardoor verticaal in evenwicht.

## Soorten ruimteliften zonder kabel
Momenteel zijn ruimteliften met kabel de enige liften die actief worden onderzocht en commercieel interessant zijn. Er zijn echter nog twee andere soorten ruimteliften zonder kabel, namelijk de ruimtefontein en de drukstructuur (een bouwwerk dat rechtop blijft door binnendruk).

### Ruimtefontein
De ruimtefontein is een toren die door elektromagnetische krachten overeind blijft: onder de torenstructuur staat een elektromagnetische katapult die geladen deeltjes verticaal uitstoot binnenin de toren. Deze korrels gaan dan tot helemaal boven in de toren en botsen daar op het plafond om terug te keren door een omgekeerd magnetisch veld in de top van de toren. Zo zou de toren overeind blijven door de kinetische energie van de korrels. Zo'n toren zou honderden kilometers hoog kunnen zijn. In tegenstelling tot een kabellift zou deze ruimtefontein niet per se op de evenaar hoeven te staan, wel zou er een constante stroomtoevoer nodig zijn om de toren overeind te houden.

### Drukconstructie
Drukconstructies zijn gebaseerd op hetzelfde principe als luchtmasten (bv. voor gsm), ze zouden overeind blijven door een grote binnendruk. Deze torens kunnen wel tot de officiële ruimtehoogte (100 km) reiken maar nooit tot aan de geostationaire baan (35 786 km). Dus zou er om bij de geostationaire baan te komen nog een conventionele aandrijving gebruikt moeten worden.

## Algemene constructie van een ruimtelift

### De grondgebouwen
Er zijn twee verschillende soorten grondcomplexen die een kabel kunnen "herbergen", te weten bewegende en vaste complexen. De bewegende zijn grote drijvende zee-platforms. Luchtplatforms werden ook voorgesteld maar zijn minder realistisch. Vaststaande platforms zouden optimaal op grote hoogte gebouwd moeten worden zoals op de top van een hoge berg, maar zouden ook, om ideaal te werken, op de evenaar gebouwd moeten worden
Bewegende platforms hebben het voordeel zich te kunnen verplaatsen en dus stormen, satellieten, meteorieten of ruimteafval te kunnen ontwijken. Vaststaande platforms hebben het voordeel dat ze gemakkelijker aan goedkope energie komen en dat de kabel korter zou kunnen zijn (dat is maar een paar kilometer, maar heeft grote gevolgen voor de sterkte en dikte van de kabel).

### De kabel
De kabel moet bestaan uit zeer resistent materiaal dat heel grote drukken (hier eigenlijk uitrekking)
moet kunnen weerstaan, namelijk ongeveer 65 GPa (gigapascal). Ter vergelijking: de meeste stalen kunnen zelfs niet 1 GPa verdragen, en kwarts en diamant slechts maximaal 20 GPa. Daarom zullen er koolstofnanobuisjes gebruikt moeten worden. Die kunnen in theorie tot 300 GPa verdragen. In laboratoria heeft men reeds een verdraagzaamheid tot 60-63 GPa behaald. De meeste ontwerpen gebruiken nanobuisjes met slechts één wand, maar men zou ook nanobuisjes met meerdere wanden kunnen gebruiken. Hierdoor zou de te verdragen druk hoger worden, maar het gewicht zou sneller groter worden per bijkomende wand dan de te verdragen druk.
Het probleem is dat de prijs van nanobuisjes op het moment enorm hoog is, dus zal de kostprijs moeten dalen om het economisch mogelijk te maken.

### De liften zelf
De ruimtelift zal onmogelijk een lift zijn met bewegende kabels, zoals in een kabellift, doordat de kabel in het midden dikker zou moeten zijn dan aan de uiteinden om de druk te kunnen verdragen. Dus zullen de kooien zelf langs de kabel klimmen. Het mechanisme dat hiervoor gebruikt zou moeten worden is nog niet ontworpen (de kooien zullen toch wel honderden tonnen wegen). Voor de aandrijving van de liften is energie nodig. Omdat energie opslaan voor een hele rit naar boven of beneden onmogelijk is (de batterijen zouden enorm veel plaats innemen) zullen andere methoden gebruikt moeten worden zoals lasers die de kooien de hele rit lang zouden volgen en gebruik te maken van de energie die opgewekt wordt door een kooi die naar beneden gaat. Er zijn nog veel andere methoden. Er zijn verschillende soorten liften mogelijk: liften die alleen naar boven gaan langs de kabel, zich dan loskoppelen en op eigen kracht terugkomen naar de aarde (zwaartekracht) of liften die zowel naar boven als beneden gaan (dit is technologisch veel moeilijker doordat sommige delen van de kabel zwakker zijn dan andere en er dus een zéér stipte coördinatie nodig is voor de liften).

### Het tegengewicht
Er zijn twee realistische methoden om een tegengewicht te creëren dat de zwaartekracht tegen moet gaan: 
- een zeer zwaar object zoals een planetoïde die dan kunstmatig op een geostationaire baan wordt geplaatst en aan de kabel vast zit
- de kabel zelf veel langer maken zodat een groter deel van de kabel een grotere kracht ondervindt door de rotatie van de aarde dan de zwaartekracht en dus de kabel niet op de aarde valt.

Deze laatste methode wordt als interessanter beschouwd omdat er aan het einde van zo'n lange kabel een enorme middelpuntvliedende kracht zou ontstaan die gebruikt zou kunnen worden om ruimteschepen met een enorme snelheid naar bijvoorbeeld andere planeten te lanceren zonder enorme hoeveelheden brandstof te hoeven gebruiken.

### Andere ruimteliftprojecten
Men kan bijvoorbeeld een ruimtelift op Mars bouwen. Voordeel is dat de kabel veel minder sterk en veel korter zou mogen zijn doordat Mars een aantrekkingskracht heeft die slechts 38% is van die van de aarde. Mars heeft echter het probleem dat de kabel tegen de dichtstbijzijnde maan van Mars (Phobos) zou kunnen botsen.
Ook zijn er mogelijkheden om een ruimtelift te bouwen op de maan.
Hoewel de aantrekkingskracht op de maan slechts 1/6 bedraagt van die op aarde, zou de kabel een stuk langer moeten zijn, aangezien de maan veel trager om haar as draait en daardoor de middelpuntvliedende kracht veel kleiner is.
Een van de voordelen van een ruimtelift op de maan zou kunnen liggen in het ontginnen van het daar aanwezige 3helium. Drie Spaceshuttles gevuld met 3helium zouden voldoende zijn om de ganse aarde een jaar lang van energie te voorzien via kernfusie. Hiervoor moet evenwel eerst het probleem van energievoorziening met kernfusie opgelost worden.
Venus is theoretisch ook een kandidaat, maar vanwege de hoge temperatuur is dit moeilijk haalbaar.

## De bouw
Het bouwen van een ruimtelift zou een gigantisch project zijn waarvoor grote vooruitgang nodig is in onder meer bouwtechniek en fysische technologie. De NASA heeft vijf zeer belangrijke technologieën voor toekomstige ruimteontwikkeling van de lift geïdentificeerd:
- Het materiaal voor de kabel (bv. betere koolstofnanobuisjes en nanotechnologie)
- Controle en plaatsing van de kabel
- Torenbouwtechnologie
- Elektromagnetische aandrijving (bv. magnetisch levitatie)
- Ruimte-infrastructuur en ontwikkeling van de ruimte-industrie en -economie

### Traditionele manier
Het eerste plan was om de hele massa van de ruimtelift de ruimte in te sturen, in een geostationaire baan te plaatsen en dan de kabel geleidelijk aan af te rollen naar het aardoppervlak, totdat de zwaartekracht gelijk is aan de middelpuntvliedende kracht. Zo zou de kabel in evenwicht blijven. Deze methode zou echter zeer duur zijn door de honderden of zelfs duizenden raketten die afgevuurd zouden moeten worden om de hele massa van de kabel de ruimte in te sturen.

### Brad Edwards' manier
Bradley C. Edwards, die vroeger directeur was van het ISR (Institute for Scientific Research) is een van de voornaamste wetenschappers die aan de ruimtelift werkt. Zijn methode is om eerst een flinterdunne kabel de ruimte in te sturen (zowat de dikte van een haar) die in totaal slechts 20 ton zou wegen (door de enorme lengte van de kabel) en die dan zoals met de traditionele manier geplaatst zou worden. Dan zou men langs die flinterdunne kabel een tweede flinterdunne kabel ophijsen en plaatsen. En langs die nu tweemaal dikkere kabel zou men een nog dikkere kabel ophijsen totdat de kabel dik en sterk genoeg is om liften naar boven te hijsen. 20 ton lijkt wel veel maar de eerste kabel zou slechts 0,2 kilogram per kilometer wegen. Telefoonkabels wegen bijvoorbeeld 4 kilogram per kilometer.

### Andere manieren
Deze manieren zijn veel minder goed ontwikkeld dan de twee andere. Men kan een tweede kabel bouwen als er al een staat: men bouwt de bestaande kabel verder en wanneer die lang genoeg is laten we die naar de aarde terugbuigen om zo een U-vormige kabel te creëren die eventueel nog in twee verschillende kabels verdeeld kan worden. Hiervoor zou de bestaande kabel wel sterk genoeg moeten zijn, zodat hij niet breekt als men de kabel langer maakt. De twee delen van de kabel zouden door corioliskrachten van elkaar gehouden worden zodat ze elkaar niet raken. Zo'n tweede kabel bouwen zou veel vlugger gaan dan met een van de twee eerste manieren. Op deze manier kan men zich ook kabels voorstellen met 2, 3 of meer U-vormen die dan een hogere capaciteit zouden hebben.

## Risico's en veiligheid
Zoals bij elk project kunnen er een aantal dingen verkeerd gaan. Hier staan er enkele:

### Satellieten
Als er niets zou worden gedaan zou een groot deel van de satellieten uiteindelijk in botsing komen met de ruimtelift. Natuurlijk kunnen de meeste actieve satellieten hun koers enkele graden wijzigen, maar de satellieten die allang niet meer in gebruik zijn zouden met de kabel kunnen botsen. Daarom zou men dus op voorhand die satellieten weghalen of ze allemaal van dichtbij volgen en ze onderscheppen wanneer ze in de baan van de ruimtelift komen.

### Meteoroïden en micrometeoroïden
Meteoroïden zijn een lastig probleem; ze zijn namelijk onmogelijk allemaal in kaart te brengen waardoor men ze niet allemaal zou kan tegenhouden. Daardoor zou de ruimtelift voortdurend hersteld moeten worden. Maar nog erger dan meteoroïden zijn de micrometeoroïden, dat zijn zeer kleine deeltjes die met een zeer hoge snelheid in de ruimte rondvliegen. Er zijn al theoretische manieren gevonden om ervoor te zorgen dat de kabel het toch zou houden.

### Het weer
In de atmosfeer spelen wind en bliksems ook een rol. Het grondgebouw zou in een rustig gebied gebouwd moeten worden. Mochten er toch stormen zijn dan zou de kabel moeten kunnen bewegen om ze toch lichtjes te kunnen ontwijken. Bliksems kunnen vermeden worden door een niet-geleidbare kabel te maken.

### Sabotage
Er moet ook rekening gehouden worden met sabotage. Terroristen zouden de ruimtelift kunnen saboteren en zo vele mensen doden en vele miljarden dollars in rook laten opgaan. Om sabotage te voorkomen zou het grondgebouw op een relatief veilig gebied moeten gebouwd worden en zwaar beveiligd moeten worden.

### Vibraties
De ruimtelift zou kunnen beginnen te trillen zoals vioolsnaren door het naar boven en beneden gaan van de lift zelf. Dit zou de stevigheid van de kabel kunnen ondermijnen. Dit kan vermeden worden door het naar boven en naar beneden gaan van de lift heel precies te coördineren zodat de trillingen geen bepaalde waarde overschrijden.

### Breken van de kabel
Het breken van de kabel kan op twee plaatsen gebeuren: hier op aarde en in de ruimte:
Breekt de kabel hier op aarde, dan zal de rest van de kabel samen met het tegengewicht verder vliegen van de aarde tot het in een hogere baan rond de aarde komt, zodat het evenwicht tussen de zwaartekracht en de middelpuntvliedende kracht weer hersteld is. Breekt de kabel in de ruimte, dan valt een deel op aarde terug, als het niet in de atmosfeer desintegreert. Het andere deel zal weer in een baan rond de aarde vliegen totdat het evenwicht tussen de krachten hersteld is.

### Vanallengordels

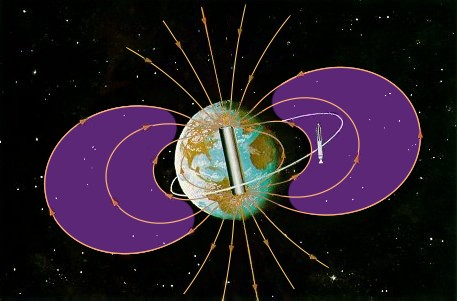
Aardbol met vanallengordels

Doordat de lift traag gaat zou men te veel tijd in de vanallengordels blijven en dit zou leiden tot radioactieve schade voor elk onbeschermd levend wezen. We kunnen ons er niet tegen beschermen met lood want wanneer hoogenergetische protonen en elektronen tegen zware atomen botsen veroorzaakt dat röntgenstralen. We zouden ons dus moeten beschermen met materiaal die uit lichte elementen opgebouwd is zoals water (het bevat veel waterstof) of bepaalde soorten plastics. Dit zou ons ook nog voldoende bescherming geven tegen de röntgenstralen van de zon.

## Economische haalbaarheid
Langs een ruimtelift zou men materialen de ruimte in kunnen sturen voor een prijs die vele malen lager zou zijn dan de huidige kostprijs per kilogram. Vandaag kost het duizenden dollars om een kilogram op een lage baan rond de aarde te plaatsen en ongeveer 20 000 dollar per kilogram om een object in een geostationaire baan te brengen. Om 1 kilogram naar een geostationaire baan te brengen met de ruimtelift zou niet veel meer dan enkele honderden dollars kosten, en waarschijnlijk nog veel minder op termijn.
De kostprijs om zo'n ruimtelift te bouwen wordt op zo'n 5 à 6,2 miljard dollar geraamd. Volgens schattingen zou het minstens 10 jaar duren voordat dit compleet terugbetaald zou zijn. Ter vergelijking: het totale budget van NASA was in 2007 18,7 miljard dollar; de kosten van een enkele Saturnus V raket bedroegen in hedendaagse dollars 1,1 miljard. Lagere lanceerkosten zullen een hoger gebruik met zich meebrengen.

## Politieke haalbaarheid
Een potentieel probleem met de ruimtelift is wie er de eigenaar van zou zijn en wie wat bestuurt. Waarschijnlijk zullen eerst alleen de landen die in het project geïnvesteerd hebben toegang krijgen tot de ruimtelift, wat zal leiden tot politiek en militair onevenwicht tussen landen. Een ander probleem is dat de eerste ruimtelift een monopoliepositie zal bezitten op de ruimtevaartsmarkt. De installatie van een ruimtelift zal ook de vernietiging van verscheidene andere satellieten noodzakelijk maken, om botsingen te vermijden, en dit zal weer andere mensen kwaad maken. Dan is er ook nog het probleem van terrorisme, want de lift zal heel kwetsbaar zijn.